# Justel
Justel is een gemeente in de Spaanse provincie Zamora in de regio Castilië en León met een oppervlakte van 50,90 km². Justel telt 88 inwoners (1 januari 2016).

## Demografische ontwikkeling
Bron: INE, 1857-2011: volkstellingen
Opm.: In 1857 werd de gemeente Villaverde aangehecht